# جاسون ميويس
جاسون ميويس (بالإنجليزية: Jason Mewes) هو ممثل أمريكي، ولد في 12 يونيو 1974 في الولايات المتحدة.

## أعمال

### أفلام
- (1999) دوغما
- (2000) صرخة 3[4]

### مسلسلات
- هاواي فايف أو

## وصلات خارجية
- جاسون ميويس على موقع IMDb (الإنجليزية)
- جاسون ميويس على موقع روتن توميتوز (الإنجليزية)
- جاسون ميويس على موقع ألو سيني (الفرنسية)
- جاسون ميويس على موقع ميوزك برينز (الإنجليزية)
- جاسون ميويس على موقع تيرنر كلاسيك موفيز (الإنجليزية)
- جاسون ميويس على موقع أول موفي (الإنجليزية)
- جاسون ميويس على موقع قاعدة بيانات الأفلام السويدية (السويدية)
- جاسون ميويس على موقع إن إن دي بي (الإنجليزية)
- جاسون ميويس على موقع قاعدة بيانات الفيلم (الإنجليزية)
- جاسون ميويس على موقع كينوبويسك (الروسية)